# Пейзаж после битвы
«Пейзаж после битвы» (пол. Krajobraz po bitwie) — художественный фильм 1970 года, поставленный польским кинорежиссёром Анджеем Вайдой по мотивам рассказов Тадеуша Боровского.

## Сюжет
Фильм начинается с кадров освобождения нацистского концлагеря. Опьянённые свободой узники освобождённого концлагеря стаскивают с себя полосатые робы, расправляются с колючей проволокой — символом своего заточения.
Действие фильма происходит в самом конце Второй мировой войны, на территории освобожденного американцами концлагеря. В ожидании своей дальнейшей судьбы поляки живут на территории бывшей казармы. Они находятся под наблюдением, чтобы не злоупотребить только что обретенной свободой. Главные герои картины — молодой интеллектуал Тадеуш и его возлюбленная, еврейская девушка Нина. Фильм повествует не столько об ужасах нацизма, сколько о сложностях адаптации к нормальной жизни. Человек нередко остаётся человеку волком и после освобождения из заключения, и даже любовь не всегда воскрешает изувеченные души.

## В ролях
- Даниэль Ольбрыхский — Тадеуш
- Станислава Целиньская — Нина
- Ежи Зельник — американский комендант
- Стефан Фридман — цыган
- Малгожата Браунек — немка на велосипеде
- Александер Бардини — профессор
- Анна Герман — американка
- Ежи Лапиньский — узник
- Тадеуш Янчар — Кароль
- Зыгмунт Малянович — ксёндз редактор
- Мечислав Стоор — хорунжий
- Станислав Михальский — американский солдат
- Юзеф Перацкий — повар

## Оценки
Фильм «Пейзаж после битвы» был включён в конкурсную программу Каннского кинофестиваля 1970 года. Даниэль Ольбрыхский фигурировал в числе претендентов на приз за лучшую мужскую роль, но уступил в этой номинации Марчелло Мастроянни. Мастерство перевоплощения актёра было так велико, что его друг Кирк Дуглас, входивший в член жюри фестиваля, не узнал Даниэля на экране.